# Nebraska (Album)
Nebraska ist das sechste Studioalbum von Bruce Springsteen. Es wurde im September 1982 veröffentlicht und war größtenteils am 3. Januar desselben Jahres von Springsteen alleine in seinem Schlafzimmer aufgenommen worden. Darauf bezugnehmend war zunächst January 3rd, 1982 als alternativer Albumtitel im Gespräch.

## Hintergrund
Ursprünglich handelt es sich bei den auf dem Album befindlichen Stücken um Demoversionen für die Songs des geplanten nächsten Album Springsteens. Nach einigen Proben mit der E Street Band entschied sich Springsteen jedoch, die Demoversionen, die er am 3. Januar 1982 (mit Ausnahme von My Father’s House) mit dem Vierspurtonbandgerät Tascam Portastudio in seinem Schlafzimmer in Colts Neck im Bundesstaat New Jersey aufgenommen hatte, in Albumform zu veröffentlichen.
Einige weitere Stücke aus dieser Session, die sich nicht auf Nebraska befinden, erschienen später in deutlich rockigeren Versionen auf dem Nachfolgealbum Born in the U.S.A., darunter auch das Titelstück dieses Albums. Die Demoversion von Born in the U.S.A. aus der Nebraska-Session erschien später auf der Raritätensammlung Tracks und auf dessen gekürzter Variante 18 Tracks.

## Stil und Thematik
Ein Großteil des Albums besteht nur aus Gesang, Akustikgitarre und Mundharmonika. Springsteen griff jedoch bei einigen Liedern auf die E-Gitarre zurück (State Trooper und Open All Night), und untermalte einige Kompositionen mit einem Glockenspiel. Die meisten Stücke zeichnen sich dadurch durch eine ruhige bis depressive Grundstimmung aus, die auch in den Texten zum Ausdruck kommt, die neben persönlichen Erinnerungen Springsteens vor allem Schicksalsschläge und Verzweiflungshandlungen „einfacher Leute“ beschreiben. Nebraska ist kein Konzeptalbum, kann jedoch als thematisch in sich geschlossen betrachtet werden.
Das Titelstück behandelt die Geschichte von Charles Starkweather und Caril Fugate, basiert dabei aber auf dem das gleiche Thema behandelnden Film Badlands – Zerschossene Träume mit Martin Sheen und Sissy Spacek, der auch fiktive Elemente enthält. Springsteen erzählt die Geschichte aus der Ich-Perspektive des Täters während einer fiktiven Gerichtsverhandlung. Eine ähnliche Stilistik, jedoch mit wechselnder Erzählperspektive, weist das Stück Johnny 99 auf, in dem es inhaltlich ebenfalls um die Geschichte eines Mordes und den anschließenden Gerichtsprozess geht.
Andere Stücke behandeln Schicksale von Kleinkriminellen (Atlantic City), Familiendramen (Highway Patrolman), Einsamkeit (State Trooper) oder Kindheitserinnerungen (Mansion on the Hill, Used Cars). Auch das Verhältnis Springsteens zu seinem Vater, das des Öfteren eine Rolle in seinen Texten spielt, wird thematisiert (My Father's House).
In den zehn Liedern des Albums wird der Tod von insgesamt dreizehn Menschen sowie eines Hundes erwähnt, von denen zwölf gewaltsam ums Leben kommen. Das Schicksal eines weiteren Gewaltopfers bleibt ungeklärt (Highway Patrolman). Ein Straftäter wird zum Tode verurteilt, einer zu 99 Jahren Haft, er bittet um Umwandlung der Haftstrafe in die Todesstrafe, zwei weitere sind auf der Flucht, eine Person entschließt sich, dem organisierten Verbrechen beizutreten und zwei Liebesbeziehungen scheitern. Auch meist nächtliche lange und einsame Autofahrten spielen eine große Rolle.
Drei Stücke erwähnen außerdem eine Überschuldung der Protagonisten, dabei kommt die Phrase „debts no honest man can pay“ sowohl im Stück Atlantic City als auch in Johnny 99 vor. In Highway Patrolman muss der Erzählcharakter wegen finanzieller Schwierigkeiten den Beruf wechseln. In diesem Stück wird auch auf den Werdegang eines Vietnamveteranen eingegangen, dessen Schicksal das später veröffentlichte, aber zeitgleich entstandene Born in the U.S.A. ebenfalls behandelt.
Durch die simple Instrumentalisierung und die durchgehend melancholische Stimmung unterscheidet sich Nebraska erheblich von dem bis dahin veröffentlichten Material Springsteens und auch von den meisten seiner später erschienenen Werke, besonders von seinem Nachfolgealbum Born in the U.S.A. Erst die beiden ebenfalls nur spärlich instrumentalisierten Alben The Ghost of Tom Joad (1995) und Devils & Dust (2005) weisen wieder eine ähnliche Stilistik wie Nebraska auf.

## Titelliste
Alle Songs wurden von Bruce Springsteen geschrieben.
Seite A
1. Nebraska – 4:32
2. Atlantic City – 4:02
3. Mansion on the Hill – 4:08
4. Johnny 99 – 3:43
5. Highway Patrolman – 5:41
6. State Trooper – 3:17

Seite B
1. Used Cars – 3:11
2. Open all Night – 2:58
3. My Father’s House – 5:08
4. Reason to Believe – 4:08

## Rezeption
Der Rolling Stone wählte Nebraska 2003 auf Platz 224, 2012 auf Platz 226 und 2020 auf Platz 150 der 500 besten Alben aller Zeiten. Es belegt zudem Platz 43 der 100 besten Alben der 1980er Jahre.
In der Aufstellung der 500 besten Alben aller Zeiten des New Musical Express erreichte es Platz 148. Pitchfork führt Nebraska auf Platz 28 der 200 besten Alben des Jahrzehnts. Das Album wurde in die 1001 Albums You Must Hear Before You Die aufgenommen.

## Kommerzieller Erfolg

### Chartplatzierungen
Nebraska verkaufte sich schlechter als andere Alben von Springsteen. In den USA erreichte es Platz drei der Albumcharts und hielt sich 29 Wochen in den Top 100.
| ChartsChartplatzierungen       | Höchstplatzierung | Wochen |
| ------------------------------ | ----------------- | ------ |
| Deutschland (GfK)              | 37 (6 Wo.)        | 6      |
| Schweiz (IFPI)                 | 73 (1 Wo.)        | 1      |
| Vereinigte Staaten (Billboard) | 3 (32 Wo.)        | 32     |
| Vereinigtes Königreich (OCC)   | 3 (19 Wo.)        | 19     |

### Auszeichnungen für Musikverkäufe
Nebraska verkaufte sich schlechter als andere Alben von Springsteen. Die Recording Industry Association of America verzeichnete erst 1989 eine Million verkaufte Einheiten von Nebraska. Der Nachfolger Born in the U.S.A. hatte sich zu diesem Zeitpunkt schon elf Millionen Mal verkauft.
| Land/Region                  | Auszeichnungen für Musikverkäufe (Land/Region, Auszeichnung, Verkäufe) | Verkäufe  |
| ---------------------------- | ---------------------------------------------------------------------- | --------- |
| Australien (ARIA)            | Platin                                                                 | 70.000    |
| Frankreich (SNEP)            | Gold                                                                   | 100.000   |
| Kanada (MC)                  | Gold                                                                   | 50.000    |
| Neuseeland (RMNZ)            | Platin                                                                 | 20.000    |
| Vereinigte Staaten (RIAA)    | Platin                                                                 | 1.000.000 |
| Vereinigtes Königreich (BPI) | Gold                                                                   | 100.000   |
| Insgesamt                    | 3× Gold · 3× Platin ·                                                  | 1.840.000 |

Hauptartikel: Bruce Springsteen/Auszeichnungen für Musikverkäufe

## Trivia
- Es gab zum Album keine Tournee. Springsteen spielte erst über zwei Jahre nach der Veröffentlichung, während der Born in the U.S.A. Tour, Stücke von Nebraska live.
- Die Europaversion der LP erschien im Klappcover, auf dessen Innenseite die englischen Texte abgedruckt sind. Auf dem Inner Sleeve der LP befinden sich die Texte in deutscher und französischer Übersetzung. In der später erschienenen CD-Version sind diese Übersetzungen nicht enthalten. Das Coverfoto stammt von David Kennedy und wurde bereits 1975 aufgenommen.
- Verschiedene japanische CD-Pressungen des Albums enthalten eine längere Version (5:35) des Songs My Father’s House mit einer zusätzlichen Laufzeit von 28 Sekunden. Das Mastertape mit dieser Version wurde nur in Japan verwendet.
- Die Geschichte des Stücks Highway Patrolman verarbeitete Regisseur Sean Penn 1991 zu dem Film Indian Runner.
- Dem Album Nebraska ist ein eigenes Coveralbum gewidmet, das im Jahr 2000 unter dem Titel Badlands – A Tribute to Bruce Springsteens Nebraska erschien und auf dem unter anderem Chrissie Hynde, Johnny Cash und Los Lobos das komplette Album sowie drei weitere Stücke aus der originalen Session nachspielen. Unter diesen Dreien befinden sich mit I'm on Fire und Downbound Train zwei Songs, die als Auskopplungen des Folgealbums Born in the U.S.A. große Singlehits Springsteens waren.
- 2010 erschien das Album mit Greetings from Asbury Park, N.J., The Wild, the Innocent & the E Street Shuffle, Born to Run, Darkness on the Edge of Town, The River und dem folgenden Studioalbum, Born in the U.S.A., in dem CD-Boxset The Collection 1973 – 84.